# 法定八小时和国际劳工联盟
法定八小时和国际劳工联盟（英語：Legal Eight Hours and International Labour League）是英国历史上的一个组织，总部位于伦敦，旨在推动独立工党的成立。该组织起源于1890年5月4日（星期日）由布鲁姆斯伯里社会主义协会和煤气工人和一般劳工全国联盟发起的五朔节示威活动。